# 10. listopad
10. listopad je 314. den roku podle gregoriánského kalendáře (315. den v přestupném roce). Do konce roku zbývá 51 dní. Svátek slaví Evžen.

## Události

### Česko

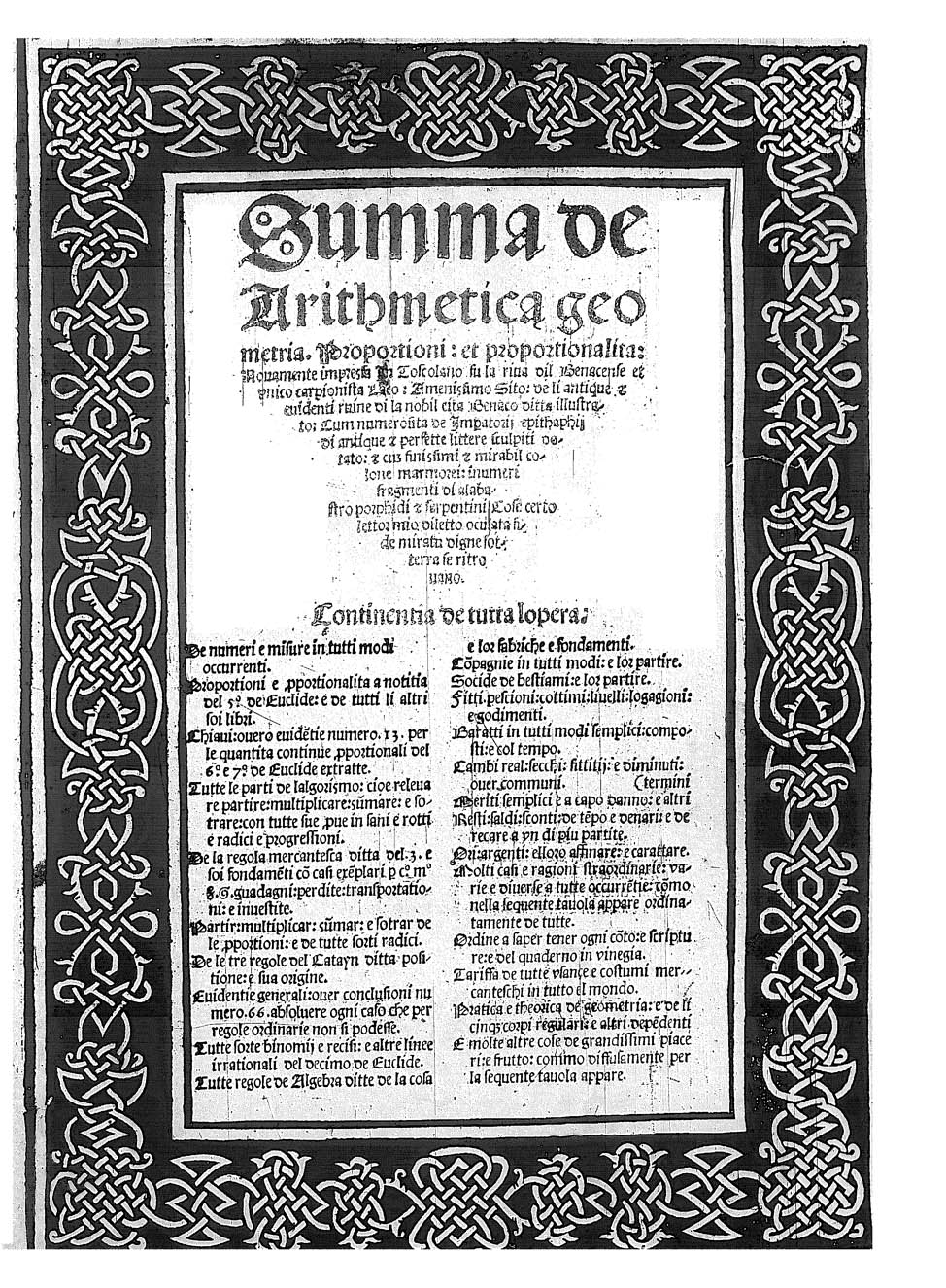
Summa de arithmetica geometria

- 1664 – Založena Diecéze královéhradecká.
- 1918 – Česká akademie císaře Františka Josefa pro vědy, slovesnost a umění se přejmenovala na Českou akademii věd a umění
- 1938 – Národní shromáždění schválilo změnu silničního provozu na pravostranný. Skutečně platit nové pravidlo začalo ale až po německé okupaci, což vyvolávalo dojem, že ji iniciovali nacisté.
- 1989 – Při železniční nehodě u Nových Kopist zahynulo 6 lidí a 58 jich bylo zraněno.
- 1991 – Na dálnici D1 u Brna se kvůli námraze a špatné viditelnosti srazilo 150 aut.
- 2010 – Automobilka Škoda Auto vyrobila poslední exemplář modelové řady Škoda Octavia první generace.

### Svět
- 0474 – Císař Leon II. zemřel po 10 měsících vlády. Na trůn nastoupil jeho otec Zenon, který se tak stal jediným vládcem celé byzantské říše
- 1444 – Křižácké jednotky krále Vladislava III. Varnenčika byly poraženy v bitvě u Varny Turky vedenými Muradem II. a Vladislav byl zabit.
- 1494 – Vyšla tiskem první velká učebnice účetnictví Summa de arithmetica, geometria, proportioni et proportionalita od Luca Pacioli.
- 1674 – Nizozemci oficiálně předali New Amsterdam (dnešní New York) Angličanům.
- 1871 – Henry Morton Stanley nalezl ztraceného cestovatele Davida Livingstona poblíž jezera Tanganika.
- 1903 – Mary Andersonová si dala patentovat v Birminghamu v Alabamě stěrače na auto, odstraňující sníh a námrazu, ale svůj vynález nebyla schopná prodat žádné automobilce. Po vypršení patentu se stěrače staly standardním vybavením aut.
- 1938 – V nacistickém Německu proběhl protižidovský pogrom zvaný Křišťálová noc.
- 1954 – Americký prezident Dwight D. Eisenhower odhalil Památník americké námořní pěchoty nedaleko Arlingtonského národního hřbitova.
- 1970 – Vypuštěn Lunochod 1.
- 1975
  - Na Istrijském poloostrově byla podepsána mezinárodní smlouva mezi Itálií a SFR Jugoslávií, která potvrdila hranici mezi oběma zeměmi.
  - Při potopení americké lodě SS Edmund Fitzgerald v bouři na Hořejším jezeře zahynulo všech 29 osob na palubě.
- 2020 – Podpisem mírové dohody mezi Arménskou a Ázerbájdžánskou republikou (respektive neuznaným republikou Arcach) skončila Druhá válka o Náhorní Karabach.

## Narození
Automatický abecedně řazený seznam viz Kategorie:Narození 10. listopadu

### Česko

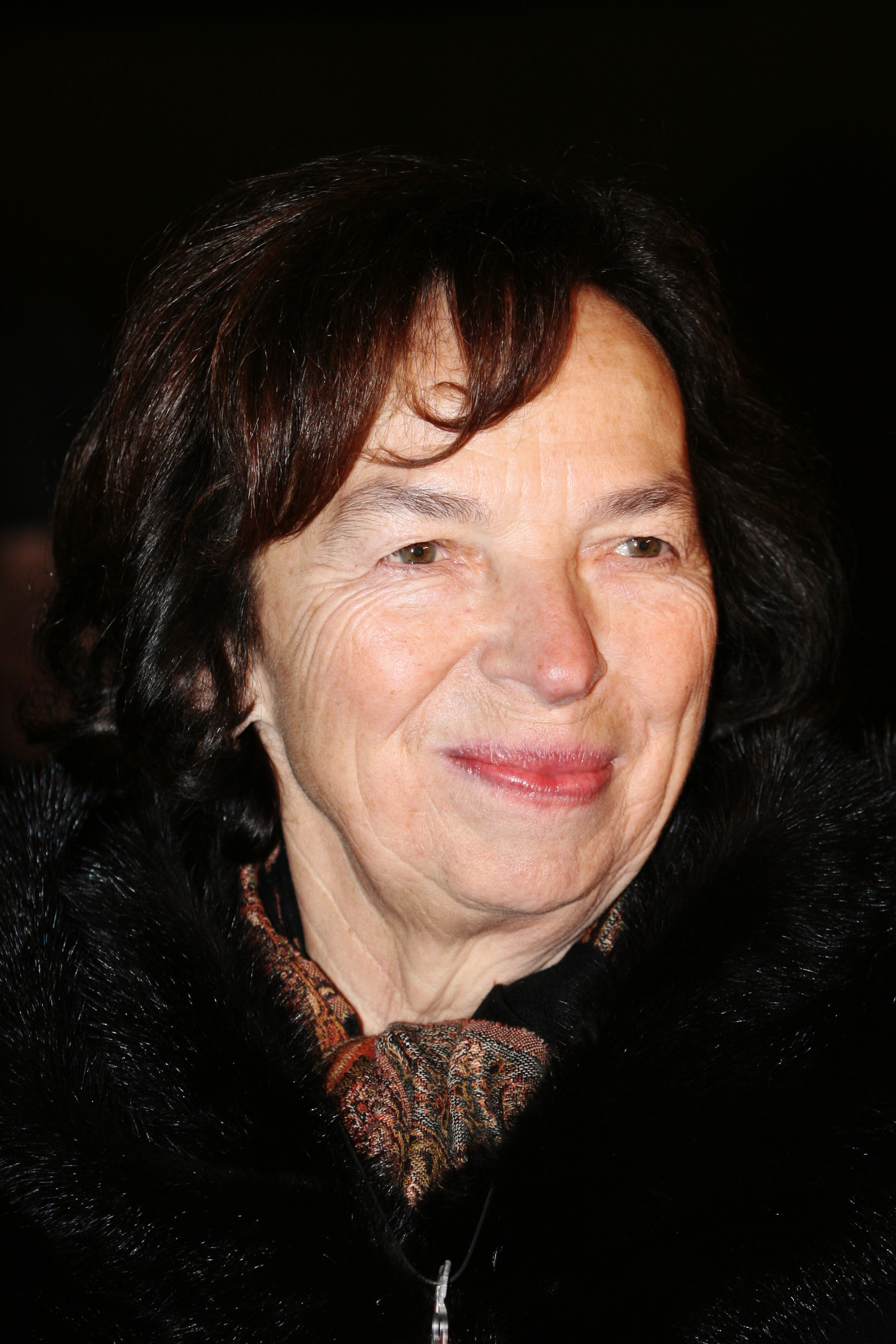
Livia Klausová (* 1943)

- 1719 – Jan Krumlovský, hudební skladatel a virtuóz na violu d’amore († 24. září 1763)
- 1772 – Jan Nepomuk Kaňka, hudební skladatel a právník († 15. dubna 1865)
- 1812 – Josef Jaroslav Křičenský, obrozenecký spisovatel († 16. dubna 1886)
- 1828
  - Konrad Bayer, šachový skladatel, autor tzv. nesmrtelné úlohy († 21. září 1897)
  - Franz Jordan, podnikatel a politik německé národnosti († 9. prosince 1884)
- 1834 – Martin Josef Nováček, dirigent, skladatel a hudební pedagog v zahraničí († 19. března 1906)
- 1845 – Karel Vrba, mineralog, rektor Univerzity Karlovy, politik († 7. prosince 1922)
- 1869
  - Wilhelm Elsner, operní pěvec († 26. srpna 1903)
  - Michal Tomik, československý politik († ?)
- 1872 – František Klokner, rektor Českého vysokého učení technického († 8. ledna 1960)
- 1874
  - Otakar Bradáč, hudební skladatel († 11. ledna 1924)
  - Leopold Škarek, provinciál jezuitů († 23. března 1968)
- 1875 – Václav Myslivec, československý politik († 29. května 1934)
- 1876 – Martin Bohdan Lány, cestovatel, obchodník a misionář († 1941)
- 1880 – Bohumil Opatrný, generální vikář pražské arcidiecéze († 20. května 1965)
- 1883 – Bedřich Antonín Wiedermann, varhanní virtuos, hudební pedagog a skladatel († 5. listopadu 1951)
- 1886 – Růžena Šlemrová, herečka († 24. srpna 1962)
- 1894
  - Stanislav Mentl, ministr veřejného zdravotnictví a tělesné výchovy († 12. září 1981)
  - Jaroslav Vacek, legionář a odbojář († 23. srpna 1944)
- 1899 – Jan Roth, kameraman († 4. října 1972)
- 1902 – Záviš Kalandra, divadelní a literární kritik, historik a novinář († 27. června 1950)
- 1913 – Zdeněk Vogel, zoolog a spisovatel († 9. prosince 1986)
- 1918 – Miroslav Horníček, herec († 15. února 2003)
- 1919 – Alena Koenigsmarková, malířka († 2. listopadu 2010)
- 1920
  - Aleš Černý, malíř († 29. března 1984)
  - Stanislav Podhrázský, malíř, sochař a restaurátor († 20. května 1999)
- 1923 – Stanislav Šusta, spisovatel
- 1926 – Jeroným Zajíček, skladatel, hudební vědec a pedagog v emigraci († 5. října 2007)
- 1929
  - Helga Hošková-Weissová, malířka
  - Karel Juliš, vysokoškolský pedagog, ministr československých vlád († 22. července 2019)
- 1930 – Josef Vinklář, herec († 18. září 2007)
- 1937 – Zdeněk Zikán, československý fotbalový reprezentant († 14. února 2013)
- 1938 – Jiří Gruša, básník, prozaik, diplomat a politik († 28. října 2011)
- 1941 – Milena Zahrynowská, zpěvačka a herečka († 5. prosince 1986)
- 1942 – Jan Havel, československý hokejový reprezentant
- 1943 – Livia Klausová, ekonomka, manželka exprezidenta Václava Klause
- 1944 – Vladimír Kouřil, jazzový publicista
- 1951 – Ivan Kusnjer, operní zpěvák, baryton
- 1953 – Taťjana Medvecká, herečka
- 1954
  - Jaroslav Horálek, malíř, kreslíř a restaurátor († 14. prosince 1991)
  - Jiří Pasyk, fotbalový brankář
- 1968 – Marek Benda, politik
- 1973
  - Miroslav Baranek, fotbalista
  - Patrik Berger, fotbalista
- 1976
  - Jaroslav Hlinka, hokejista
  - Marcel Kříž, písničkář
- 1978 – Karel Večeřa, fotbalista
- 1994 – Michal Hubínek, fotbalista

### Svět

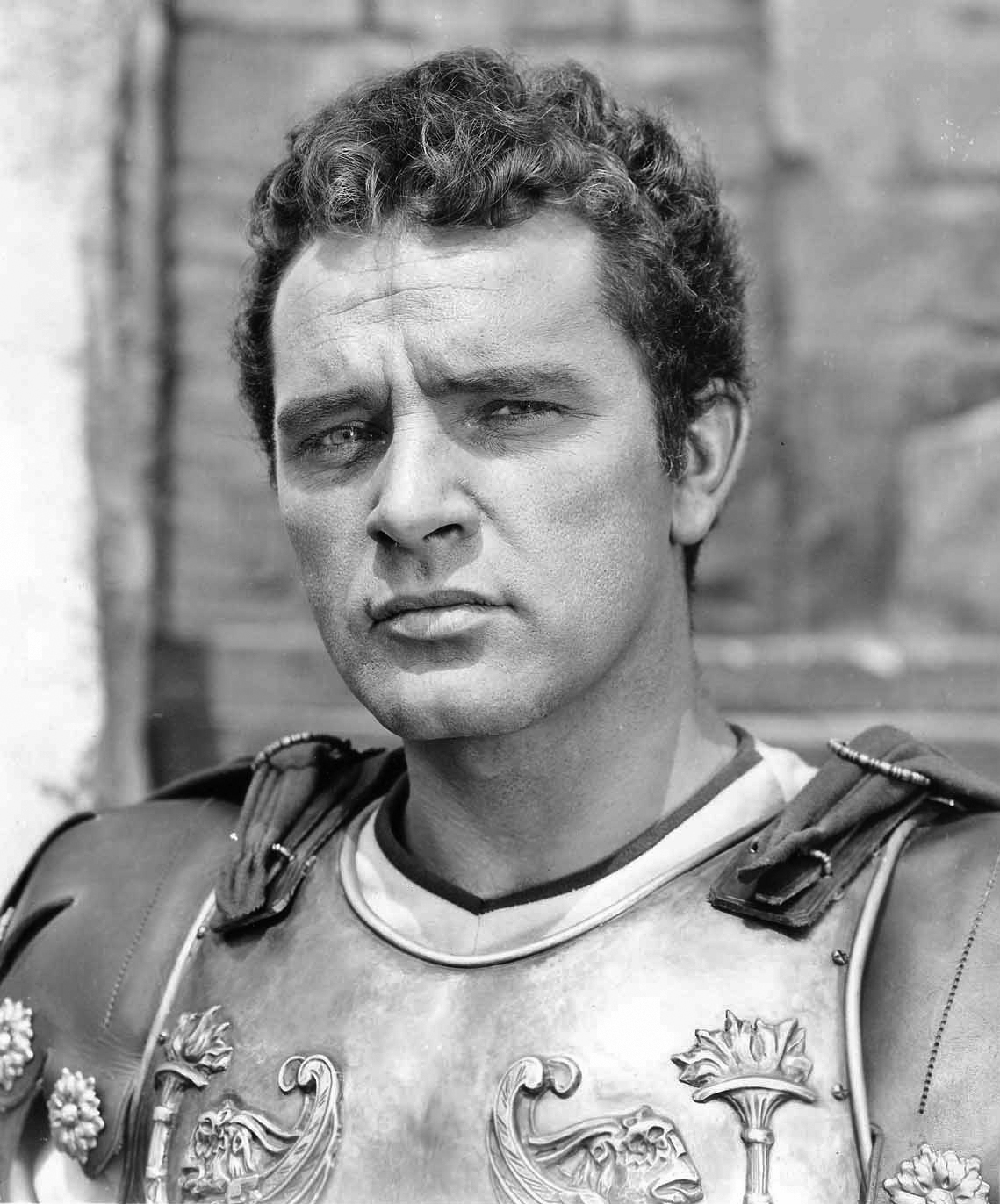
Richard Burton (* 1925)

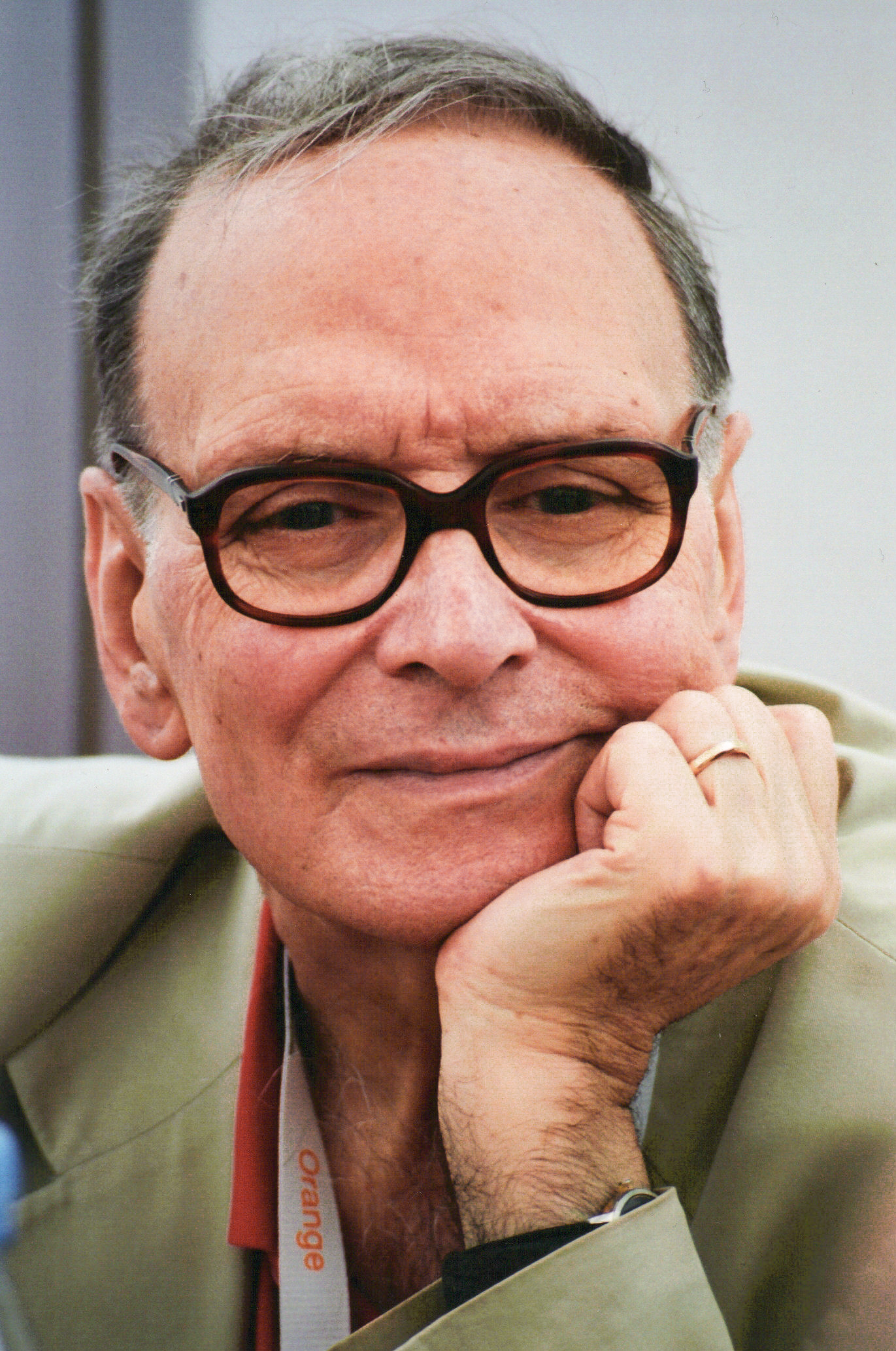
Ennio Morricone (* 1928)

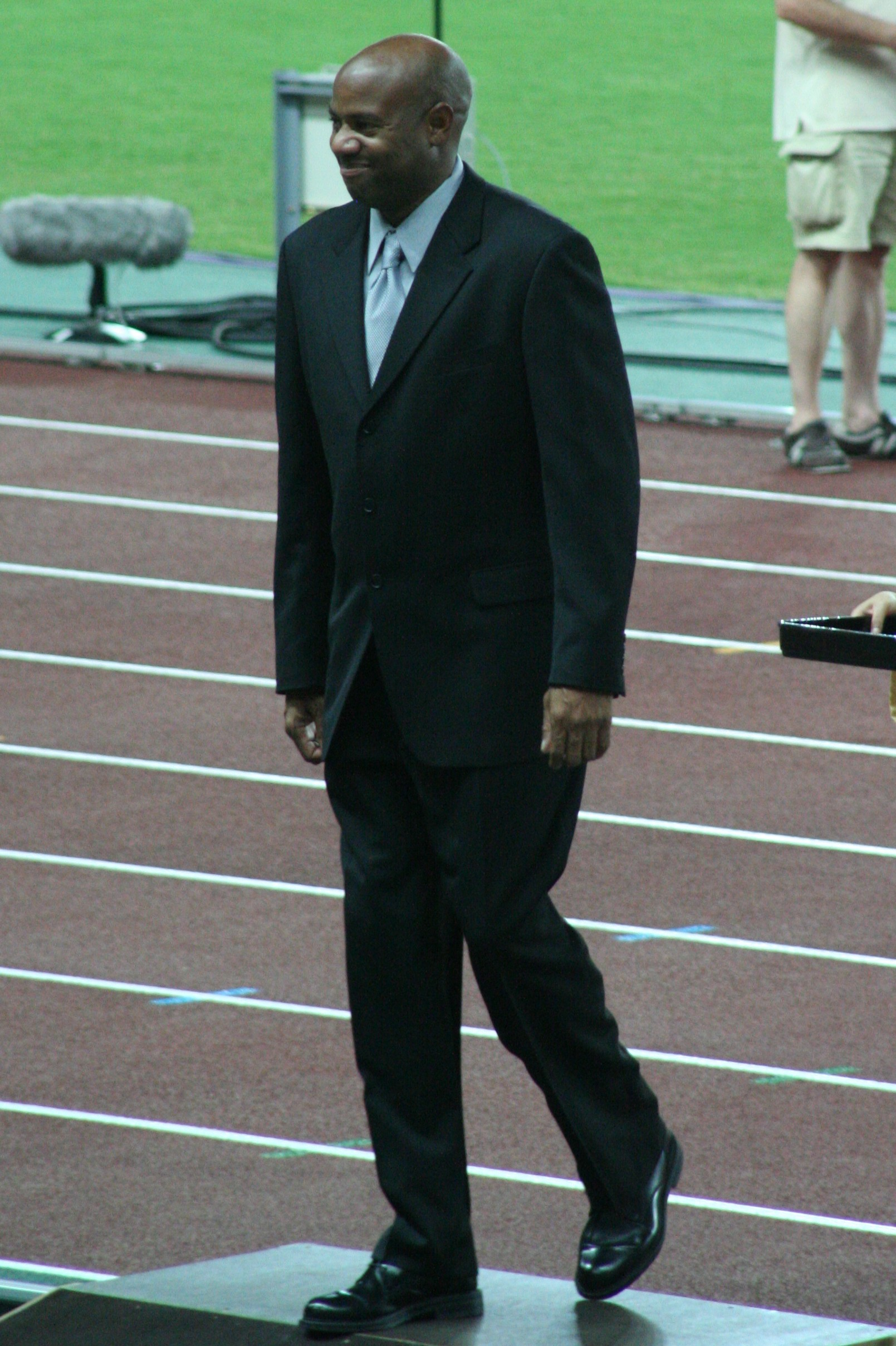
Mike Powell (* 1963)

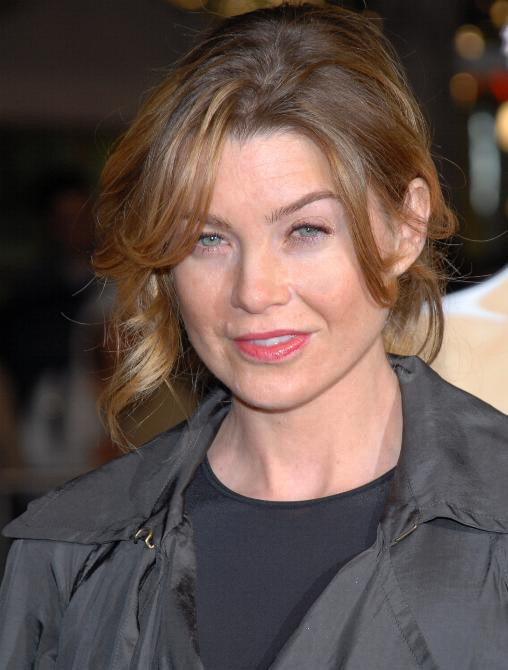
Ellen Pompeo (* 1969)

- 1323 – Filip Burgundský, hrabě z Auvergne a Boulogne († 10. srpna 1346)
- 1483 – Martin Luther, německý teolog, kazatel a reformátor, zakladatel protestantismu († 18. února 1546)
- 1490 – Jan III. Klevský, německý šlechtic, otec Anny Klevské, čtvrté manželky anglického krále Jindřicha VIII. († 6. února 1539)
- 1520 – Dorotea Dánská, dánská princezna, falcká kurfiřtka. († 31. května 1580)
- 1584 – Kateřina Švédská, matka švédského krále Karla X. Gustava († 13. prosince 1638)
- 1668 – François Couperin, francouzský hudební skladatel a varhaník († 11. září 1733)
- 1697 – William Hogarth, anglický umělec († 25. října 1764)
- 1704 – Augusta Bádenská, bádenská princezna a orleánská vévodkyně († 8. srpna 1726)
- 1728 – Oliver Goldsmith, anglický básník, prozaik a lékař († 4. dubna 1774)
- 1759 – Friedrich Schiller, německý spisovatel († 9. května 1805)
- 1792 – Makarij Glucharev, ruský pravoslavný teolog († 30. května 1847)
- 1800 – Anton von Doblhoff-Dier, rakouský politik († 16. dubna 1872)
- 1841 – Heinrich von Pitreich, ministr války Rakouska-Uherska († 13. ledna 1920)
- 1855 – Alexandre Darracq, francouzský podnikatel a průkopník automobilismu († 1931)
- 1858 – Jindřich XXIV. z Reussu, poslední kníže rodu Reussů († 21. listopadu 1928)
- 1859 – Théophile Alexandre Steinlen, švýcarský malíř a grafik († 13. prosince 1923)
- 1861 – Robert Innes, jihoafrický astronom († 13. března 1933)
- 1862 – Adolf Wallenberg, německý internista a neurolog († 10. dubna 1949)
- 1868 – Gičin Funakoši, japonský učitel karate († 26. dubna 1957)
- 1870 – Carlos Bourbonsko-Sicilský, princ Bourbonsko-Sicilský a infant španělský († 11. listopadu 1949)
- 1879 – Patrick Pearse, irský politik, spisovatel a revolucionář († 3. května 1916)
- 1887 – Arnold Zweig, německý spisovatel († 26. listopadu 1968)
- 1884 – Zofia Nałkowska, polská spisovatelka († 17. prosince 1954)
- 1888 – Andrej Nikolajevič Tupolev, ruský letecký konstruktér († 26. prosince 1972)
- 1889 – Boris Nikolajevič Jurjev, ruský letecký konstruktér († 14. března 1957)
- 1895 – József Baló, maďarský patolog († 10. října 1979)
- 1896 – Heinz Prüfer, německý matematik († 7. dubna 1934)
- 1901 – Lisette Modelová, americká fotografka († 30. března 1983)
- 1905 – Jean-Marie Villot, francouzský kardinál státní sekretář († 9. března 1979)
- 1906 – Josef Kramer, německý válečný zločinec († 13. prosince 1945)
- 1912 – Bernhard Häring, německý teolog († 3. července 1998)
- 1913 – Álvaro Cunhal, portugalský politik a spisovatel († 13. června 2005)
- 1918 – Ernst Otto Fischer, německý chemik, nositel Nobelovy ceny († 23. července 2007)
- 1919 – Michail Kalašnikov, ruský vynálezce, konstruktér pěchotních zbraní († 23. prosince 2013)
- 1925 – Richard Burton, britský herec († 5. srpna 1984)
- 1928 – Ennio Morricone, italský skladatel filmové hudby († 6. července 2020)
- 1932
  - Paul Bley, kanadský jazzový pianista († 3. ledna 2016)
  - Jean-Pierre Garen, francouzský gynekolog a spisovatel science-fiction († 4. dubna 2004)
  - Roy Scheider, americký filmový a televizní herec († 10. února 2008)
- 1933 – Ronald Evans, americký vojenský letec a astronaut z Apolla 17 († 7. dubna 1990)
- 1934
  - Lucien Bianchi, belgický automobilový závodník († 30. března 1969)
  - Houston Person, americký jazzový saxofonista
- 1935 – Igor Dmitrijevič Novikov, ruský teoretický fyzik, astrofyzik a kosmolog
- 1939
  - Russell Means, americký indiánský herec a politik († 22. října 2012)
  - Hubert Laws, americký jazzový flétnista
  - Andrew Cyrille, americký jazzový bubeník
- 1940 – Screaming Lord Sutch, britský hudebník a politik († 16. června 1999)
- 1942
  - Robert F. Engle, americký ekonom, Nobelova cena 2003
  - Greg Lake, britský hudebník, zpěvák, producent a skladatel († 7. prosince 2016)
- 1944
  - Tim Rice, britský textař a libretista
  - Askar Akajev, prezident Kyrgyzstánu
- 1950 – Debra Hillová, americká filmová producentka a scenáristka († 7. března 2005)
- 1951 – Danilo Medina, dominikánský prezident
- 1954 – Hartwig Gauder, německý olympijský vítěz, mistr světa v chůzi na 50 km († 22. dubna 2020)
- 1955 – Roland Emmerich, německý režisér
- 1956
  - José Luis Brown, argentinský fotbalista a trenér († 12. srpna 2019)
  - Scott Columbus, americký bubeník († 4. dubna 2011)
  - Greg Carroll, kanadský hokejista
- 1959 – Magomet-Gasan Abušev, sovětský zápasník, olympijský vítěz
- 1960 – Neil Gaiman, anglický spisovatel
- 1963 – Mike Powell, americký sportovec
- 1965
  - Eddie Irvine, irský automobilový závodník
  - Mark Turner, americký saxofonista
- 1969
  - Jens Lehmann, německý fotbalový brankář
  - Ellen Pompeo, americká herečka
  - Faustino Asprilla, kolumbijský fotbalista
- 1971 – Walton Goggins, americký herec
- 1972 – DJ Ashba, americký kytarista a skladatel
- 1977 – Brittany Murphyová, americká herečka a zpěvačka († 20. prosince 2009)
- 1984 – Arman Adikjan, arménský zápasník
- 1985 – Nesta Carter, jamajský atlet, sprinter
- 1989
  - Ashari Fajri, indonéský sportovní lezec
  - Taron Egerton, anglický herec
  - Brendon Hartley, novozélandský pilot Formule 1
- 1994 – Andre De Grasse, kanadský atlet, sprinter
- 1997 – Daniel James, velšský fotbalista
- 1999 – João Félix, portugalský fotbalista
- 2002 – Eduardo Camavinga, francouzský fotbalista

## Úmrtí
Automatický abecedně řazený seznam viz Kategorie:Úmrtí 10. listopadu

### Česko
- 1502 – Jiří Minsterberský, kníže minsterberský a olešnický, hrabě kladský (* 2. říjen 1470)
- 1827 – Michal Blažek, kazatel slovenského původu na Moravě (* 12. března 1753)
- 1841 – Johann David Starck, západočeský šlechtic a podnikatel (* 3. května 1770)
- 1909 – Alois Hnilička, hudební skladatel a sbormistr (* 21. března 1826)
- 1911 – Josef Košín z Radostova, autor a sběratel pohádek (* 14. září 1832)
- 1942 – Salomon Hugo Lieben, učitel a jeden ze zakladatelů Židovského muzea v Praze (* 28. dubna 1881)
- 1944 – Jan Šverma, novinář a komunistický politik (* 23. března 1901)
- 1947 – Richard Zika, houslista, hudební skladatel a pedagog (* 9. ledna 1897)
- 1950 – Josef Jiříkovský, sochař a medailér (* 4. února 1892)
- 1961 – Jindřich Procházka, baptistický kazatel a teolog (* 2. dubna 1890)
- 1966
  - František Fischer, lékárník a astronom (* 30. srpna 1886)
  - Miloš Kosina, spisovatel (* 23. října 1905)
- 1978
  - Jan Šrámek, architekt (* 14. března 1924)
  - Vladimír Balthasar, přírodovědec (* 21. června 1897)
- 1982 – Máňa Ženíšková, vlastním jménem Marie Ženíšková, herečka (* 6. ledna 1909)
- 1991 – Eva Bosáková, sportovní gymnastka, olympijská vítězka (* 18. prosince 1931)
- 1994 – Ferdinand Bučina, fotograf a filmař (* 26. října 1909)
- 1999 – Jiří Andreska, lesník, myslivecký historik, muzejník, etnograf (* 10. října 1931)
- 2004 – Vladimír Kýn, sochař, výtvarník a ilustrátor (* 31. ledna 1923)
- 2007 – Ludmila Loskotová, řeholnice a zakladatelka Domova svaté Rodiny (* 17. června 1923)
- 2008 – Antonín Vězda, lichenolog (* 25. listopadu 1920)
- 2010 – Jana Ebertová, herečka a recitátorka (* 7. května 1920)
- 2011 – Karel Musela, malíř (* 10. června 1955)
- 2014 – Miroslav Holenda, hokejista (* 22. listopadu 1963)
- 2015 – Hana Fousková, výtvarnice, básnířka (* 5. května 1947)
- 2016
  - Vlado Štancel, televizní publicista a moderátor (* 3. září 1964)
  - Karel Hlušička, herec a rozhlasový režisér (* 25. srpna 1924)
- 2017 – Karel Hudec, ornitolog a ekolog (* 18. listopadu 1927)
- 2019 – Jiří Černý, novinář a spisovatel knížek pro děti (* 4. dubna 1940)

### Svět

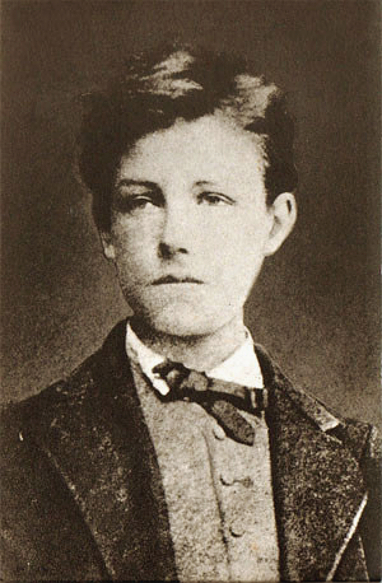
Arthur Rimbaud († 1891)

Mustafa Kemal Atatürk († 1938)

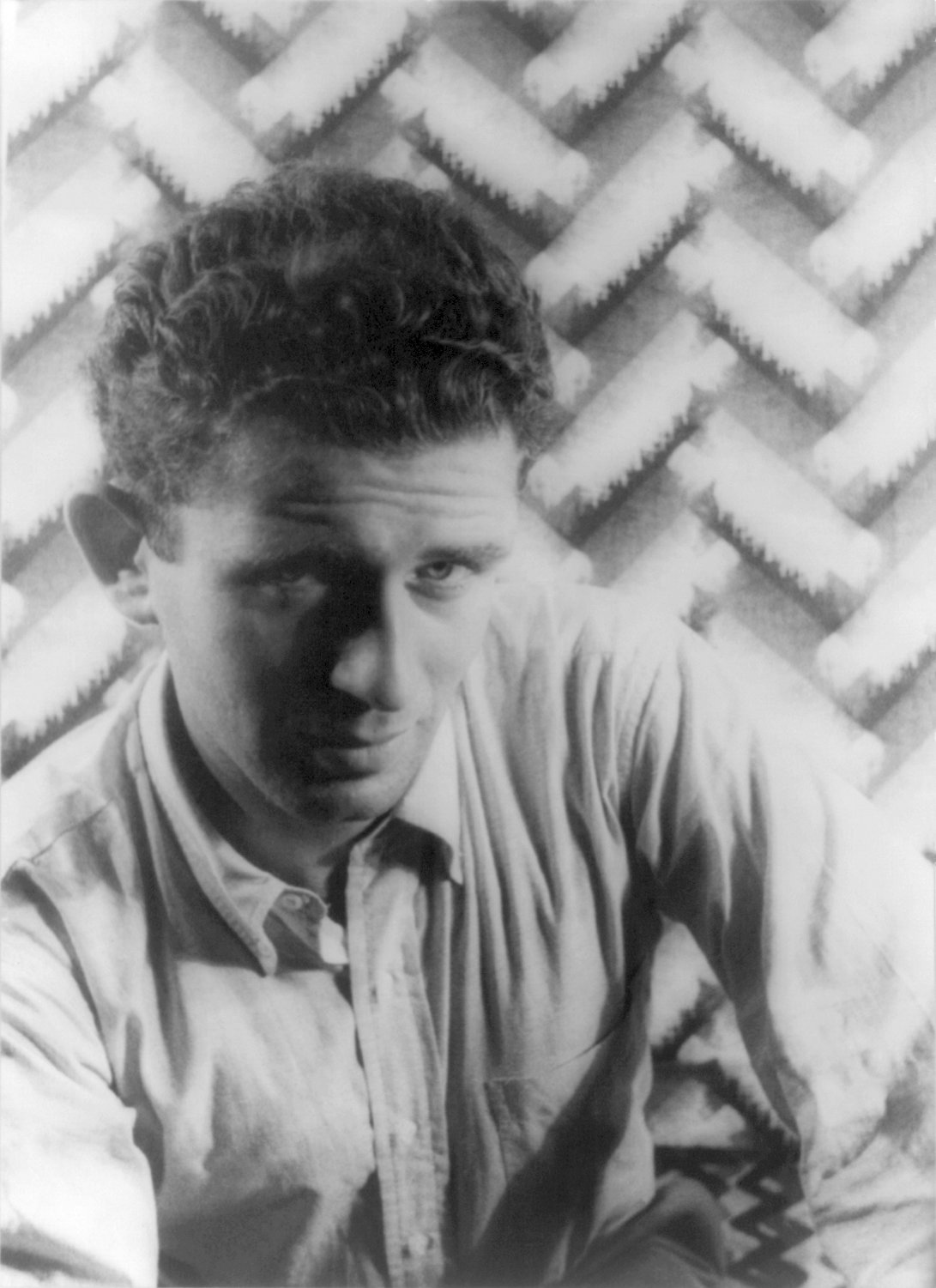
Norman Mailer († 2007)

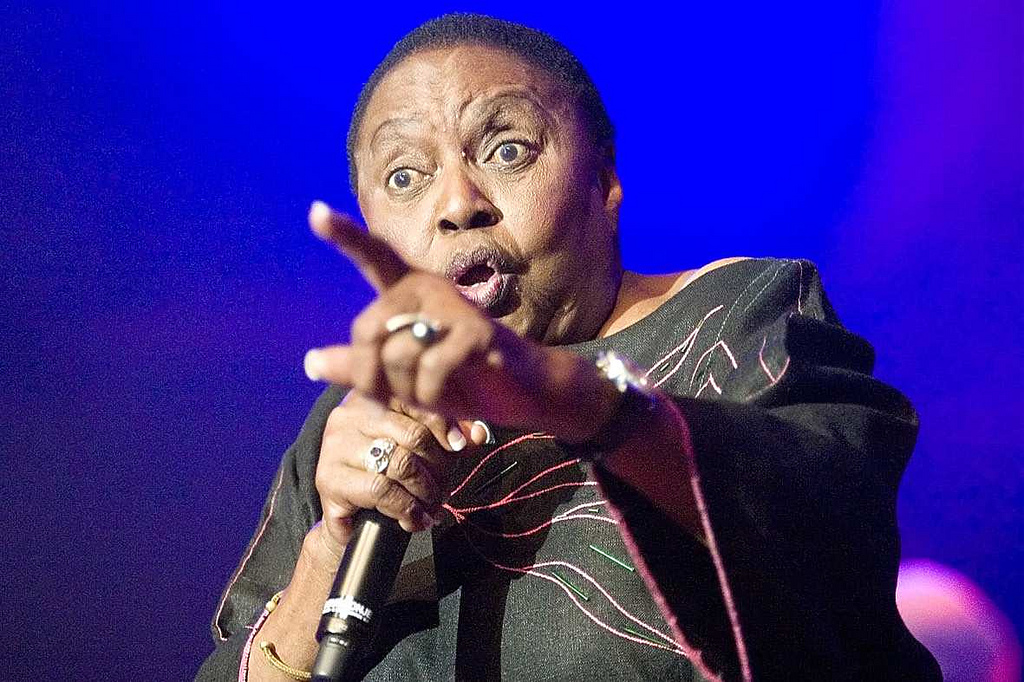
Miriam Makeba († 2008)

- 0461 – Lev I. Veliký, papež (* okolo 400)
- 0762 – Li Po, čínský básník (* okolo 701)
- 0901 – Adéla z Frioul, druhá manželka západofranského krále Ludvíka II. Koktavého (* mezi 850 a 853)
- 1068 – Anežka Burgundská, akvitánská vévodkyně a hraběnka z Anjou (* ?)
- 1160 – Maio z Bari, sicilský admirál (* 1115)
- 1209 – Raimond Roger Trencavel, vikomt z Béziers, Albi, Carcassonne a Razès (* ? 1185)
- 1280/4 – Siger z Brabantu, středověký filozof (* 1235–40)
- 1285 – Petr III. Aragonský, král aragonský a sicilský (* 1239)
- 1444 – Vladislav III. Varnenčik, polský král (* 31. října 1424)
- 1495 – Dorotea Braniborská, královna Kalmarské unie, manželka krále Kryštofa III. (* 1430/31)
- 1503 – Israhel van Meckenem mladší, německý grafik a zlatník (* kolem 1445)
- 1549 – Pavel III., papež (* 29. února 1468)
- 1556 – Richard Chancellor, anglický mořeplavec a navigátor (* 1521)
- 1608 – Svatý Ondřej Avellino, italský kněz (* 1521)
- 1664 – Samuel Capricornus, český hudební skladatel a kapelník (* 21. prosince 1628)
- 1673 – Michał Korybut Wiśniowiecki, polský král a litevský velkokníže (* 31. července 1640)
- 1710 – Karel Theodor Otto ze Salmu, německý šlechtic (* 7. července 1645)
- 1728 – Fjodor Matvejevič Apraxin, ruský admirál (* 27. října 1661)
- 1740 – Jakub Surovec, slovenský vůdce zbojníků (* 1715)
- 1768 – Johann Jacob Leu, švýcarský encyklopedista (* 26. ledna 1689)
- 1779 – Joseph Hewes, americký politik, obchodník a významný kongresman (* 23. ledna 1730)
- 1799 – Joseph Black, skotský fyzik a chemik (* 16. dubna 1728)
- 1834 – George John Spencer, britský šlechtic a druhý hrabě Spencer (* 1. září 1758)
- 1842 – Alexej Vasiljevič Kolcov, ruský romantický básník (* 15. října 1809)
- 1852 – Gideon Mantell, britský lékař, geolog a paleontolog (* 3. února 1790)
- 1865 – André Dupin, francouzský právník a teolog (* 1. února 1783)
- 1891 – Arthur Rimbaud, francouzský básník, představitel tzv. prokletých básníků (* 20. října 1854)
- 1909 – Ludwig Schytte, dánský pianista, skladatel, pedagog a lékárník (* 28. dubna 1848)
- 1911 – Félix Ziem, francouzský malíř (* 26. února 1821)
- 1921 – Jennie Kidd Trout, první kanadská lékařka (* 21. dubna 1841)
- 1924 – Dion O'Banion, irsko-americký gangster (* 8. července 1892)
- 1931 – Franz Dorfmann, rakouský římskokatolický duchovní, poslanec Říšské rady (* 29. listopadu 1863)
- 1935 – Edward Shortt, britský právník a politik (* 10. března 1862)
- 1938 – Mustafa Kemal Atatürk, turecký politik (* 19. května 1881)
- 1940 – Michael Staksrud, norský rychlobruslař (* 2. června 1908)
- 1944 – Friedrich Werner von der Schulenburg, německý diplomat a odpůrce nacistického režimu (* 20. prosince 1875)
- 1946 – Louis Zutter, gymnasta, první švýcarský olympijský vítěz (* 2. prosince 1856)
- 1954 – Édouard Le Roy, francouzský filozof, představitel katolického modernismu (* 18. června 1870)
- 1956 – David Seymour, americký fotograf (* 20. listopadu 1911)
- 1959 – Lupino Lane, britský herec, zpěvák a tanečník (* 16. června 1892)
- 1962
  - Artúr Szalatnai-Slatinský, slovenský architekt (* 11. února 1891)
  - Jan Larisch-Mönnich II., slezský šlechtic, uhlobaron a politik (* 6. října 1872)
- 1965 – Einar Erici, švédský lékař, varhanář a fotograf (* 31. ledna 1885)
- 1968 – Santos Iriarte, uruguayský fotbalista (* 2. listopadu 1902)
- 1971 – Walter Van Tilburg Clark, americký spisovatel (* 3. srpna 1909)
- 1977 – Dennis Wheatley, britský spisovatel (* 8. ledna 1897)
- 1979 – Friedrich Torberg, rakouský a československý spisovatel (* 16. září 1908)
- 1980 – Vladimir Racek, sovětský horolezec a geograf českého původu (* 23. srpna 1918)
- 1981 – Abel Gance, francouzský filmový herec a režisér (* 25. října 1889)
- 1982 – Leonid Iljič Brežněv, sovětský komunistický politik (* 19. prosince 1906)
- 1983
  - Masaru Kacumi, japonský kritik a teoretik designu (* 18. července 1909)
  - Dominique Gaumont, francouzský kytarista (* 8. ledna 1953)
- 1984 – Mária Markovičová, slovenská herečka (* 29. srpna 1908)
- 1985 – Givi Džavachišvili, premiér Gruzie (* 18. září 1912)
- 1991 – Gunnar Gren, švédský fotbalista (* 31. října 1920)
- 1994 – Carmen McRae, americká zpěvačka (* 8. dubna 1920)
- 1995
  - Ken Saro-Wiwa, nigerijský scenárista a spisovatel (* 10. října 1941)
  - 1995 – René Wellek, český literární vědec (* 22. srpna 1903)
- 1996 – Jack Evans, kanadský lední hokejista narozený ve Walesu (* 21. dubna 1928)
- 1997
  - Silvio Accame, italský historik (* 22. prosince 1910)
  - Tommy Tedesco, americký kytarista (* 3. července 1930)
- 1998 – Jean Leray, francouzský matematik (* 7. listopadu 1906)
- 2000 – Jacques Chaban-Delmas, premiér Francie (* 7. března 1915)
- 2001 – Ken Kesey, americký spisovatel (* 17. září 1935)
- 2007 – Norman Mailer, americký spisovatel (* 31. ledna 1923)
- 2008
  - Miriam Makeba, jihoafrická zpěvačka (* 3. března 1932)
  - Kijoši Itó, japonský matematik (* 7. září 1915)
  - Dorothy Vaughan, americká matematička (* 20. září 1910)
- 2009 – Robert Enke, německý fotbalista (* 24. srpna 1977)
- 2010 – Dino De Laurentiis, italský filmový producent (* 8. srpna 1919)
- 2013 – Milan Laluha, slovenský malíř (* 11. listopadu 1930)
- 2015
  - André Glucksmann, francouzský filozof a politolog (* 19. června 1937)
  - Klaus Roth, britsko-německý matematik (* 25. října 1925)
  - Helmut Schmidt, německý politik (* 23. prosince 1918)
- 2021 – Miroslav Žbirka, slovenský hudební skladatel a zpěvák (* 21. října 1952)
- 2022
  - Nik Turner, anglický hudebník (* 26. srpna 1940)
  - Agustín Hernández Navarro, mexický architekt (*  29. února 1924)

## Svátky

### Česko
- Evžen, Eugen
- Tiber, Tiberius
- Lev, Leo, Leon, Leonice, Leontýna
- Socialistický kalendář: Mezinárodní den mládeže

Katolický kalendář
- Svatý Lev I. Veliký

### Svět
- UNESCO – Světový den vědy pro mír a rozvoj[1]
- Turecko – Památka Kemala Atatürka
- Indonésie: Den hrdinů
- Anglie: Lord Mayor’s Day (je-li sobota)